# Otto Pohlmann
Otto Pohlmann es un deportista alemán que compitió para la RFA en vela en la clase Finn. Ganó una medalla de bronce en el Campeonato Europeo de Finn de 1981.

## Palmarés internacional
| Campeonato Europeo | Campeonato Europeo | Campeonato Europeo | Campeonato Europeo |
| Año                | Lugar              | Medalla            | Clase              |
| ------------------ | ------------------ | ------------------ | ------------------ |
| 1981               | Atenas (Grecia)    | Medalla de bronce  | Finn               |